# 康斯坦察·布尔奇克
康斯坦察·布尔奇克（羅馬尼亞語：Constanța Burcică，1971年3月15日—），罗马尼亚女子赛艇运动员。她曾代表罗马尼亚参加1992年、1996年、2000年、2004年和2008年夏季奥林匹克运动会赛艇比赛。